# Zoya Phan
Zoya Phan descendiente de la etnia karen, de Birmania, tiene un alto perfil como activista político exiliado. Actualmente, reside en el Reino Unido, donde es Coordinador Internacional de la organización de derechos humanos Burma Campaign UK. Es una destacada crítica del gobierno de Birmania, al que ha demandado repetidas veces su transición a la democrática. También ha demandado el establecimiento de sanciones económicas del gobierno británico y las Naciones Unidas a Birmania. En abril de 2009, publicó su autobiografía, Little Daughter, en el Reino Unido, con el título Undaunted al utilizado en su publicación en Estados Unidos, en mayo del 2010.

## Juventud
Zoya Phan nació en Manerplaw, sede de la Unión Nacional Karen (KNU), en 1980. Ella es la segunda de los tres hijos biológicos de sus padres. Su padre era Padoh Mahn Sha Lah Phan, secretario general de la Unión Nacional Karen, y su madre era Nant Kyin Shwe, una ex soldada de la Unión Nacional Karen. Zoya consiguió su inusual nombre de su padre, quien la nombró después de la Segunda Guerra Mundial de Rusia héroe Kosmodemyanskaya. Zoya observó varios paralelismos entre la lucha soviética contra los nazis y la lucha del pueblo Karen contra el gobierno birmano. Ella pasó la mayor parte de su juventud en un pueblo llamado Karen Lu, situado a una hora a pie desde la sede de la Unión Nacional Karen en Manerplaw. Cuando tenía seis años, comenzó a pasar más tiempo en Manerplaw, y fue aquí donde tuvo su primer contacto con los enfrentamientos en Birmani. Fue víctima de lesiones tras la explotación de minas terrestres, por las cuales tuvo que tratarse en el hospital con frecuencia.
Cuando Zoya tenía 14 años, el ejército birmano atacó Manerplaw y Per Se Lu, lo que les obligó a ella y a su familia a escaparse a Mae Moh Ra, un campo de refugiados al otro lado de la frontera, en Tailandia. En 1996, ella y su familia lograron volver de vuelta a Birmania, estableciéndose en una aldea de la etnia karen llamada Ther Waw Thaw (La Aldea Nueva). A mediados del año escolar, tuvo una enfermedad desconocida por la cual su vida corrió peligro. Logró recuperarse después de varias semanas de estar con suero. En marzo de 1997, el pueblo fue atacado por el ejército birmano. Ella y su familia se tuvieron que huir a otro campo de refugiados llamado Noh Poe, al otro lado de la frontera, cerca de una aldea de karen-tailandesa. Después de diez meses, Zoya y su hermana mayor, Nant Bwa Bwa Phan, lograron llegar a Mae Sot, Tailandia, donde estuvieron tres meses con la intención de tener la oportunidad de ir a una universidad en Australia. No obstante, no pudieron lograr esa oportunidad, por lo que decidieron completar su educación en otro campamento de refugiados llamado Mae La. En 1999, Zoya y Bwa Bwa tomó el examen Open Society Institute (OSI) para obtener una beca universitaria. Ambos pasaron el examen a la primera, sin embargo, sólo había espacio suficiente para Bwa Bwa. Zoya tuvo que repetir el examen al año siguiente. En la espera, le apareció malaria cerebral, y casi fallece por segunda vez. En 2000, volvió a tomar el examen de la OSI. Se le concedió la beca de OSI y una beca de Prospect Burma, dándole la oportunidad de unirse a estudiar con su hermana en la Universidad de Bangkok.

## Universidad de Bangkok
En la Universidad de Bangkok, Zoya se inscribió en el programa de administración de negocios, ya que fue el único programa que su beca le permitiría entrar. Zoya y su hermana, al igual que otros estudiantes de Birmania, no tenían papeles, por lo que tenía que mantener un perfil bajo para evitar el escrutinio de la policía tailandesa. Durante su segundo año, ella y Bwa Bwa ayudó a organizar en secreto un grupo de apoyo a otros estudiantes de Karen, recogiendo dinero para dar un premio a un estudiante en uno de los campamentos de refugiados. En su tercer año, Zoya realizó una pasantía de tres meses en el departamento de consumidores de Telecoms Asia, donde se le ofreció un puesto tras finalizar sus estudios. Después de tres años, se graduó con una licenciatura de Artes en Administración de Empresas. A su regreso a los campamentos de refugiados, ella y varios otros estudiantes de la etnia karen y miembros de su organización cruzaron a escondidas por la frontera de Birmania a Papun, con el objetivo de entregar personalmente su premio al ganador y documentar lo que estaba sucediendo con la gente de la etnia karen que continuaba en Birmania. Poco después de su regreso, Zoya consideró aceptar la oferta de Telecoms Asia, pero finalmente se decantó por estudiar en el Reino Unido con su hermana, con beca de estudiante. En cambio, Slone, su hermano, decidió estudiar en Canadá. Antes de que Zoya se fuera, su padre acogió a dos jóvenes soldados que fueron enviados a matarle a él y a su hija, Zoya; a pesar de que fue una acción fallida, fue la primera ocasión en la que el gobierno birmano se había dirigido específicamente a ella. Poco después, su madre falleció y Zoya quiso quedarse para dar apoyo a su padre, pero éste le insistió en que no perdiera la oportunidad de estudiar en el Reino Unido.

## Activismo
Zoya se vio realmente inspirada en convertirse activista mientras estaba con su familia en Ther Waw Thaw, tras escuchar hablar a su padre. En el Reino Unido, en 2005, comenzó como voluntaria en la Burma Campain UK. Asistió a un mitin en el tradicional vestido de Karen, y se le ofreció en el spot ser maestro de ceremonias. Ella aceptó, y poco después, se le pidió hacer una entrevista con la BBC. Rápidamente se convirtió en una gran comunicadora en cuestiones relacionadas con Birmania y relaciones de Birmania con el Reino Unido.
Zoya ha acusado al gobierno birmano de la utilización de niños soldados y del uso de tácticas violentas de represión, incluida la tortura, la depuración étnica, la discriminación religiosa, y el asesinato de opositores políticos y manifestantes. Ella dice que esto ha tenido un efecto particularmente devastador sobre las Karen, que lo componen una minoría étnica y alrededor del 40% de cristianos, la gran mayoría budistas de Birmania. Además, se acusa al gobierno birmano de la corrupción extrema, afirmando que los líderes de la junta militar han llevado a cabo políticas económicas que les benefician a ellos y no al pueblo. Ella ha realizado un llamamiento a la ONU y al gobierno británico para que ejerzan sanciones económicas en Birmania, y cesen todas las transacciones de armas con el gobierno. While Aung San Suu Kyi was under house arrest, she repeatedly urged the UN and the ASEAN Intergovernmental Commission on Human Rights to work towards her release.
En 2007, ella habló en una conferencia del partido conservador, haciendo un llamamiento al gobierno británico a que cesen el comercio con el gobierno birmano. Durante su discurso, ella mostró a la audiencia un grillete que los torturadores de Birmania utilizaban para frotar la piel y la carne de los órganos de los prisioneros. También expresó su inconformidad con la continua falta de actuación por parte del gobierno británico hacia Birmania, incluso en materia de abusos contra los derechos humanos de los ciudadanos birmanos. También fue muy crítica con las Naciones Unidas por no imponer un embargo de armas a Birmania después de que Rusia y China bloqueara una moción del Consejo de Seguridad. Más tarde, se reunió con el entonces primer ministro británico, Gordon Brown, para alentar a la imposición de un embargo comercial con los birmanos.
En 2008, acusó al gobierno por la falta de alerta a la gente sobre el ciclón inminente, el ciclón Nargis, el cual proliferó la limpieza étnica, tras la denegación de la ayuda exterior para el tratamiento médico tratando de evitar miles de muertes innecesarias. Además, Zoya criticó duramente a los gobiernos occidentales, especialmente al Reino Unido, que se negó a impulsar aún más el acuerdo de Birmania para permitir que los trabajadores de socorro actúen en partes pequeñas del país. Bajo su punto de vista, habría que haber obligado a la junta a permitir la ayuda más esencial. En última instancia, dijo que la reacción internacional fue simbólica en las últimas décadas por la falta de actuación en contra de las violaciones de derechos políticos y humanos en Birmania.
Además de su trabajo con la Burma Campaign UK, es la coordinadora de la European Karen Network, secretario de la Asociación Karen comunitaria (Reino Unido), y sirve como junta directiva del Austrian Burma Centre.

## Little Daughter
Zoya utiliza con frecuencia su historia, en discursos y entrevistas, para describir la situación en Birmania. En 2009, trabajó con Damien Lewis para publicar su autobiografía, Little Daughter: a Memoir of Survival in Burma and the West, en 2009. Fue publicado por Simon and Schuster. En mayo del 2010, se publicó en los Estados Unidos bajo el título Sin desanimarse: Undaunted: My Struggle for Freedom and Survival in Burma. Sus ensayos han recibido críticas positivas, en particular en The Globe and Mail y en The Independent. Según dijo ella, el objetivo de su libro fue compartir su historia de cómo la etnia karen vive en Birmania, para aumentar la conciencia internacional de los combates y los abusos de los derechos humanos en este país, especialmente en el este, donde no se recibe suficiente atención. Al final del libro, también expresa su escepticismo sobre las próximas elecciones, criticando a las Naciones Unidas y a los gobiernos que creen que una verdadera reforma se logrará. Ella sostiene que la situación en Birmania es exactamente la misma que cuando huyó del país, y que sólo la presión y sanciones de otros países llevar a cabo la reforma necesaria para lograr la democracia en Birmania.

## Vida personal
Zoya entró en el Reino Unido con un pasaporte falsificado, a razón de que fue prácticamente deportada. No obstante, se le permitió permanecer en el país mientras se le aplicaba el estatuto de refugiada, que lo alcanzó en agosto de 2007, dos años después de su aplicación inicial, tras aplicar la revisión judicial.
Después de la entrega de sus primeros discursos de la Burma Campaign UK, una transmisión de radio fue interceptado, la cual contenía la lista de resultados de un gobierno de Birmania con su nombre en él.
El 14 de febrero de 2008, su padre fue asesinado por agentes de la dictadura militar de Birmania, justo antes de que ella recibiera su maestría en la East Anglia University. A pesar de que su nombre sigue en la lista negra del gobierno birmano, ella y su familia arriesgaron sus vidas acudiendo al funeral They Bey Ha, en el estado de Karen, Birmania. Más tarde, Zoya constituiría la Phan Foundation, en memoria a su familia, cuyo objetivo es lucha r contra la pobreza, promover la educación, los derechos humanos y promover la cultura de las Karen de Birmania. En mayo del 2008 finalizó su maestría en políticas y desarrollo en la University of East Anglia.
Actualmente, reside en el Reino Unido, en un apartamento al norte de Londres
.
Zoya tiene dos hermanos y una hermana. Su hermano mayor, Say Say, fue adoptado por sus padres cuando tenía cuatro meses de edad. Su hermano menor, Slone Phan, nació cuando ella tenía dos años, actualmente vive en Manitoba, Canadá, donde finalizó sus estudios en la Universidad de Manitoba. Slone está en el Consejo Interreligioso de Inmigración de una organización que ayuda a refugiados que llegan a Manitoba. La hermana mayor de Zoya, Nant Bwa Bwa Phan, es actualmente el representante de la Unión Nacional Karen en el Reino Unido.

## Premios y reconocimientos
En 2009, Zoya se convirtió en miembro de TED. [18] En marzo del 2010, fue honrado por el Foro Económico Mundial (FEM) como una Joven Líder Global.).